# 이순자 (1961년)
이순자(李順子, 1961년 7월 24일 ~ , 전라북도 정읍시)은 대한민국의 제8·9대 서울특별시의원이다.

## 학력
- 명지전문대학 사회복지학과 전문 학사 졸업
- 한국방송통신대학교 행정학과 학사 졸업

### 비학위 수료
- 서울시립대학교 도시과학대학원 행정학과 공공정책전공 재학

## 경력
- 대통령자문위원회 동북아시아위원회 자문의원
- 서울가톨릭사회복지회 운영위원회 위원
- 2012.04 ~ 2014.06 제8대 서울특별시의회 의원
- 2012.04 ~ 2012.07 제8대 서울특별시의회 보건복지위원회 위원
- 2012.07 ~ 2014.06 제8대 서울특별시의회 보건복지위원회 위원
- 2012.11 ~ 2014.06 제8대 서울특별시의회 독도영토주권수호, 일제식민지피해자지원 특별위원회 부위원장
- 2013.02 ~ 2014.06 제8대 서울특별시의회 골목상권 및 전통시장보호를 위한 특별위원회 부위원장
- 2013.04 ~ 2014.04 제8대 서울특별시의회 서소문 밖 역사기념 및 보전사업추진특별위원회 위원
- 2013.06 ~ 2014.06 제8대 서울특별시의회 서울특별시의회 학교폭력대책 특별위원회 위원
- 2013.10 ~ 2014.06 제8대 서울특별시의회 예산결산특별위원회 위원
- 2013.11 ~ 2014.06 제8대 서울특별시의회 서울특별시의회 민간단체 지원사업 점검 특별위원회 위원
- 새정치민주연합 서울시당 여성위원회 부위원장
- 2014.07 ~ 2018.03 제9대 서울특별시의회 의원
- 2014.07 ~ 2016.07 제9대 서울특별시의회 보건복지위원회 위원장
- 2015.04 ~ 2016.04 제9대 서울특별시의회 조례 정비 특별위원회 위원
- 2015.06 ~ 2015.12 제9대 서울특별시의회 메르스(중동호흡기증후군) 확산 방지 대책 특별위원회 위원
- 2016.07 ~ 2018.03 제9대 서울특별시의회 행정자치위원회 위원
- 2017.02 ~ 2018.03 제9대 서울특별시의회 여성특별위원회 부위원장
- 2017.02 ~ 2018.03 제9대 서울특별시의회 윤리특별위원회 부위원장

## 역대 선거 결과
|  | 54.10% |

|  | 50.18% |